# CHARMM
CHARMM (Chemistry at HARvard Molecular Mechanics) – pole siłowe szeroko stosowane w mechanice molekularnej. Nazwa odnosi się również do pakietu umożliwiającego przeprowadzanie dynamiki molekularnej i analizę wyników.
CHARMM jest programem darmowym, tworzonym przez naukowców i użytkowników, a wszelkie zmiany nadzoruje inicjator projektu, Martin Karplus i jego zespół na Uniwersytecie Harvarda.